# Soyombo
Pour les articles homonymes, voir Écriture soyombo.
 (mars 2015).
Si vous disposez d'ouvrages ou d'articles de référence ou si vous connaissez des sites web de qualité traitant du thème abordé ici, merci de compléter l'article en donnant les références utiles à sa vérifiabilité et en les liant à la section « Notes et références ».

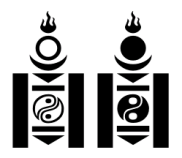
Deux variantes du symbole Soyombo

Le symbole Soyombo est un caractère spécial de l'écriture soyombo, inventée par Zanabazar à la fin du XVIIe siècle. Le mot est dérivé du terme sanskrit Swayambhu. Il est le symbole national de la Mongolie et figure sur le drapeau, les armoiries, ainsi que sur de nombreux documents officiels.

## Description
Signification des divers éléments (en partant du haut) :
- le feu est un symbole général représentant la croissance éternelle, la richesse, et le succès. Les trois langues de flammes symbolisent le passé, présent, et futur.
- Sous le feu, un rond et un croissant symbolisant le soleil et la lune, symboles hérités du tengrisme et déjà utilisés par les Xiongnu. Il est également utilisé dans le bouddhisme, comme sur le front du Sūtra du Diamant, le plus ancien livre imprimé connu à ce jour, datant d'environ 838 et imprimé en chinois han et retrouvé à Dunhuang.
- Les deux triangles sont des pointes de flèches ou lances. Ils pointent vers le bas pour annoncer la défaite des ennemis intérieurs et extérieurs.
- Les deux rectangles horizontaux stabilisent le cercle central. La forme rectangulaire représente l'honnêteté et la justice des Mongols, qu'ils soient au sommet ou au bas de la société.
- Les deux poissons au centre du symbole illustrent la dualité, suivant la représentation du yin et du yang dans le taiji et complémentarité de l'homme et la femme. À l'époque socialiste, ils étaient aussi un symbole de vigilance, les poissons ne fermant jamais les yeux.
- Enfin, les deux rectangles verticaux peuvent être interprétés comme les murs d'une forteresse. Ils représentent l'unité et la force, en référence à un proverbe mongol : « L'amitié entre deux personnes est plus forte que des murs de pierre. »

## Utilisation du symbole

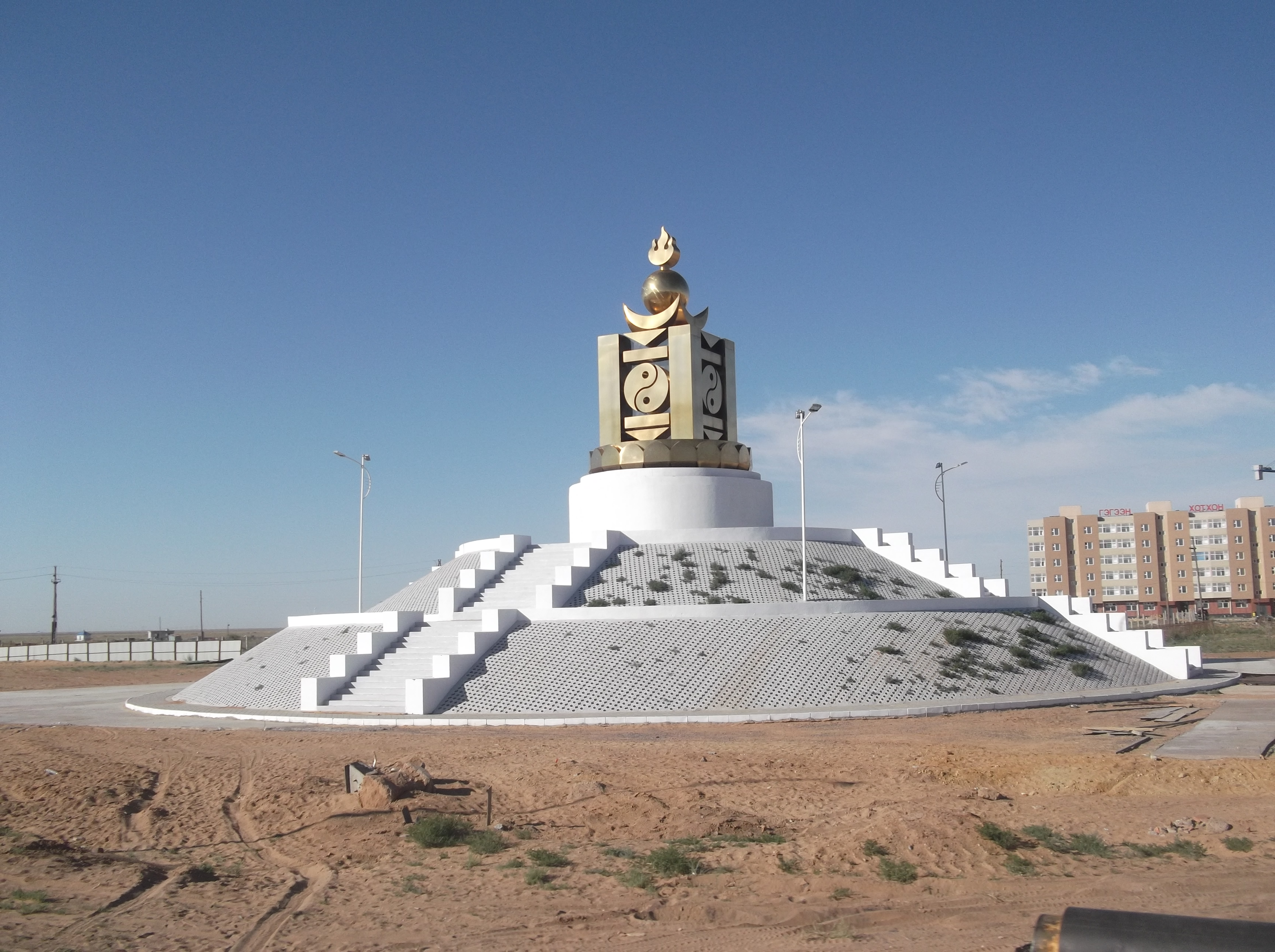
Sculpture du soyombo à Zamyn-Üüd.

On retrouve certains de ces symboles dans d'autres pays. En particulier le drapeau et les armoiries de la république de Bouriatie, le drapeau de l'état d'Aga-Bouriatie en Russie, et le drapeau du parti du peuple de Mongolie intérieure utilisent les trois premiers éléments (Feu, Soleil, Lune).

Drapeau de la Mongolie
Drapeau de la république de Bouriatie (Russie)
Drapeau de l'okrug d'Aga-Buriatie (Russie)
Drapeau du parti du peuple de Mongolie intérieure